# سام بيرس
سام بيرس (2 سبتمبر 1994 - ) (بالإنجليزية: Sam Pearce)‏ هو لاعب كريكت بريطاني.

## وصلات خارجية
- سام بيرس على موقع إي آس بي آن كريك إنفو (الإنجليزية)